# Penelope Heyns
Penelope ("Penny") Heyns (Springs (Gauteng), 8 november 1974) is een Zuid-Afrikaanse voormalige zwemster. Ze vertegenwoordigde haar vaderland op de Olympische Zomerspelen 1992, 1996 en 2000.

## Zwemcarrière
Op de Olympische Zomerspelen van 1992 in Barcelona, Spanje strandde Heyns in de series van de 100 meter schoolslag. Samen met Jill Brukman, Jeanine Steenkamp en Marianne Kriel werd ze uitgeschakeld in de series van de 4x100 meter wisselslag. Tijdens de Gemenebestspelen 1994 in Victoria, Canada sleepte de Zuid-Afrikaanse de bronzen medaille in de wacht op de 100 meter schoolslag. In Rome, Italië nam Heyns deel aan de Wereldkampioenschappen zwemmen 1994, op dit toernooi eindigde ze als zesde op de 100 meter schoolslag en als dertiende op de 200 meter schoolslag. Op de Pan Pacific kampioenschappen zwemmen 1995 in Atlanta, Verenigde Staten veroverde de Zuid-Afrikaanse de gouden medaille op de 100 meter schoolslag en de zilveren medaille op de 200 meter schoolslag. Tijdens de Olympische Zomerspelen 1996 in Atlanta, Verenigde Staten veroverde Heyns olympisch goud op zowel de 100 als de 200 meter schoolslag. Samen met Marianne Kriel, Amanda Loots en Helene Muller eindigde ze als vierde op de 4x100 meter wisselslag.

### 1997-2000
Op de Pan Pacific kampioenschappen zwemmen 1997 in Fukuoka, Japan sleepte Heyns de zilveren medaille in de wacht op de 100 meter schoolslag. Tijdens de Wereldkampioenschappen zwemmen 1998 in Perth, Australië eindigde de Zuid-Afrikaanse als vijfde op de 100 meter schoolslag en als zesde op de 200 meter schoolslag. Op de Wereldkampioenschappen kortebaanzwemmen 1999 in Hongkong sleepte Heyns de zilveren medaille in de wacht op alle drie de schoolslagafstanden, ze moest telkens de Japanse Masami Tanaka voor laten gaan. In Sydney, Australië nam de Zuid-Afrikaanse deel aan de Pan Pacific kampioenschappen zwemmen 1999, op dit toernooi veroverde ze de gouden medaille op zowel de 100 als de 200 meter schoolslag. Op beide afstanden wist ze tevens het wereldrecord te verbeteren. Tijdens de Olympische Zomerspelen van 2000 in Sydney, Australië legde Heyns beslag op de bronzen medaille op de 100 meter schoolslag, op de 200 meter schoolslag werd ze uitgeschakeld in de series.